# Mit første kys
Mit første kys er en kortfilm instrueret af Poul Berg, der har skrevet manuskript med af Jesper Troelstrup.